# Hi-Five
Hi-Five war eine US-amerikanische Boygroup, die 1990 ihr erstes Album veröffentlichte. Die Single I Like the Way (The Kissing Game), die 1991 Platz 1 der Billboard Hot 100 erreichte, wurde der erste und größte Hit der Band.

## Bandgeschichte
1990 formierte sich die Teenager-Band Hi-Five, die eine Mischung aus R&B und Pop präsentierte. Damit begann der Versuch, den Erfolg der Jackson 5 zu wiederholen.
Das Debütalbum Hi-Five platzierte sich 1991 in den Top 40 der Billboard-Charts. Die Single I Like the Way (The Kissing Game) eroberte sogar Position eins in den USA und Platz 41 in Deutschland. Kurz darauf verließ Easley die Gruppe und wurde durch Treston Irby ersetzt. Die Folgesingles I Can’t Wait Another Minute (Platz 8), Just Another Girlfriend (Platz 88) und She’s Playing Hard to Get (Platz 5) schafften es ebenfalls in die heimatliche Hitparade.
Mit den Alben Keep It Goin’ On (1992 Platz 82) und Faithful (1993 Platz 105) konnten nur noch kleine Erfolge erzielt werden. Die Singles Quality Time (Platz 38), Unconditional Love (Platz 92) und Never Should’ve Let You Go (Platz 30) blieben ebenfalls hinter den Erwartungen zurück. Mitte der 1990er Jahre löste sich die Gruppe auf.
Später formierte Thompson, der zwischenzeitlich auch solo aktiv war, die Band neu und veröffentlichte 2005 das Album The Return. 2007 starb er in Waco, Texas, an einer Überdosis nicht näher genannter Drogen.

## Mitglieder
- Tony Thompson (* 2. September 1975 in Waco, Texas, Vereinigte Staaten; † 1. Juni 2007 ebenda), Gesang
- Roderick Pooh Clark (* 27. Februar 1973 in den Vereinigten Staaten; † 17. April 2022), Gesang (bis 1993)
- Russell Neal (* 28. Mai 1974 in den Vereinigten Staaten), Gesang (bis 1993)
- Marcus Sanders (* 17. September 1973 in den Vereinigten Staaten), Gesang
- Toriano Easley (* 10. Dezember 1973 in den Vereinigten Staaten), Gesang (bis 1992)
- Treston Irby (* in den Vereinigten Staaten), Gesang (ab 1992 für Easley)
- Shannon (1993 für Clark)
- Terrence (1993 für Neal)

## Diskografie

### Alben
- 1990: Hi-Five
- 1992: Keep It Goin’ On
- 1993: Faithful
- 2005: The Return

### Singles
- 1990: I Just Can’t Handle It
- 1991: Just Another Girlfriend
- 1991: I Like the Way (The Kissing Game)
- 1991: I Can’t Wait Another Minute
- 1992: She’s Playing Hard to Get
- 1993: Mary Mary
- 1993: Quality Time
- 1993: Unconditional Love
- 1993: Never Should’ve Let You Go
- 1994: What Can I Say to You (To Justify My Love) (& Nuttin’ Nyce)